# Tetrapteron palmeri
Tetrapteron palmeri là một loài thực vật có hoa trong họ Anh thảo chiều. Loài này được (S. Watson) W.L. Wagner & Hoch mô tả khoa học đầu tiên năm 2007.